# Tolmerus strymonicus
Tolmerus strymonicus là một loài ruồi trong họ Asilidae. Tolmerus strymonicus được Tsacas miêu tả năm 1960. Loài này phân bố ở vùng Cổ Bắc giới.